# Český báňský úřad
Český báňský úřad je ústředním orgánem státní správy České republiky. Státní báňská správa zajišťuje vrchní dozor zejména nad hornickou činností, činností prováděnou hornickým způsobem, nakládáním s výbušninami, požární ochranou v podzemí a nad zajišťováním bezpečného stavu podzemních objektů. Je rovněž správcem úhrad z dobývacích prostorů a vydobytých vyhrazených nerostů.
Český báňský úřad byl zřízen zákonem č. 2/1969 Sb., o zřízení ministerstev a jiných ústředních orgánů státní správy České republiky, ve znění pozdějších předpisů. Ústředním orgánem státní báňské správy České republiky je Český báňský úřad v Praze. V čele Českého báňského úřadu je předseda, kterého jmenuje a odvolává vláda České republiky.
Mezi další orgány státní báňské správy patří obvodní báňské úřady.

## Historie
Státní báňská správa je nejstarším historicky doloženým státním orgánem působícím na území České republiky. V roce 1871 zákonem č. 77 Říšského zákoníku byla vytvořena nová organizace báňských úřadů, která navazovala na soustavu báňských institutů ze 16. století. Výrazná úprava organizace státní báňské správy byla provedena až po 2. světové válce vládním nařízením č. 20 ze dne 6. dubna 1954, o organizaci státní báňské správy.
Ústřední báňský úřad byl zřízen při vládě Československé republiky jako ústřední orgán státní správy. Po roce 1968 v souvislosti s federalizací státu došlo k rozdělení státní báňské správy. Byl vytvořen Český báňský úřad se sídlem v Praze s působností pro Českou republiku a Slovenský báňský úřad v Bratislavě s působností pro Slovenskou republiku.
Budova, kde sídlí Český báňský úřad byla postavena v létech 1898 až 1899. Úřad zde však sídlil pravděpodobně již mnohem dříve. Na Langweilově modelu Prahy z roku 1830 je na průčelí nad vjezdem do domu, který ustoupil nynějšímu, štít s říšskou orlicí, který svědčí o tom, že již v té době zde sídlil c.k. úřad.

## Sídla obvodních báňských úřadů

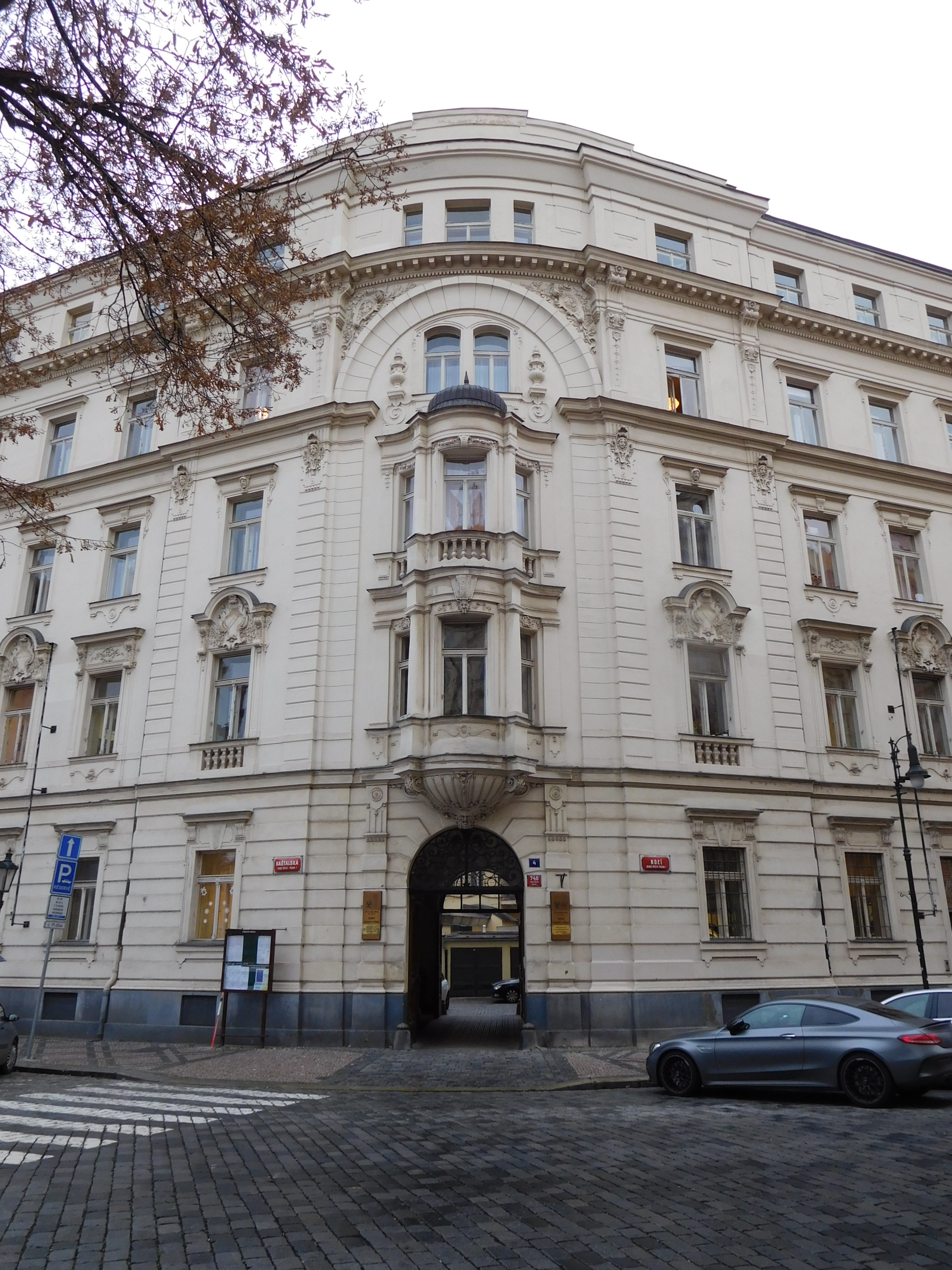
Budova Českého báňského úřadu, Praha - Staré Město

- sídlem Obvodního báňského úřadu pro území hlavního města Prahy a pro území kraje Středočeského je Praha
- sídlem Obvodního báňského úřadu pro území krajů Plzeňského a Jihočeského je Plzeň
- sídlem Obvodního báňského úřadu pro území kraje Karlovarského je Sokolov
- sídlem Obvodního báňského úřadu pro území kraje Ústeckého je Most
- sídlem Obvodního báňského úřadu pro území krajů Královéhradeckého, Pardubického, Libereckého a Vysočina je Hradec Králové
- sídlem Obvodního báňského úřadu pro území krajů Jihomoravského a Zlínského je Brno
- sídlem Obvodního báňského úřadu pro území krajů Moravskoslezského a Olomouckého je Ostrava